# Ori Valtou
Ori Valtou oder Valtos-Berge (griechisch Όρη Βάλτου, (n. pl.)) bezeichnet ein Gebirge an der Grenze zwischen den griechischen Regionen Thessalien, Epirus und Westgriechenland.

## Geografie
Die Valtos-Berge, ein langgestreckter Grat, werden im Osten durch das tief eingeschnittene Tal des Flusses Acheloos vom Agrafa-Gebirge getrennt. Sie sind mit Macchie und Eichenwald (Quercus), in höheren Lagen mit Tannenwald (Abies) bestanden.
Der höchste Gipfel der Valtou-Berge wird Pyramida oder auch Gavrovo (Γαβρόβο) genannt. Die Bezeichnung „Gavrovo-Massiv“ wird teilweise auch für das gesamte Gebirge verwendet. Ein weiterer Berg ist der Mount Kanala.

## Fauna
Im Valtou-Gebirge sind zahlreiche Vogelarten heimisch, die typisch für mediterrane Wald- und Gebüschlandschaften sind:
- Mittelspecht (Dendrocopos medius)
- Gänsegeier (Gyps fulvus)
- Rotkopfwürger (Lanius senator)
- Felsenkleiber  (Sitta neumayer)
- Rötelfalke (Falco naumanni)

## Geschichte
Die Valtou-Berge bildeten während der deutschen Besetzung Griechenlands im Zweiten Weltkrieg das Rückzugsgebiet der Widerstandsgruppe EDES von Napoleon Zervas.